# Llac Winnipegosis
El llac Winnipegosis és el l'onzè llac més gran del Canadà i el 40è. més gran del món amb els seus 5.370 km². Es troba al centre del Canadà, a la província de Manitoba.

## Geografia
De forma allargada, amb 240 km de longitud, és el segon d'un grup de tres grans llacs que hi ha propers. Els altres dos són el llac Winnipeg (el més gran amb 24.514 km²) i el llac Manitoba (4.624 km²), que es troben on en temps prehistòric hi havia el llac glacial Agassiz.
La conca fluvial del llac drena 49.825 km² de les províncies de Manitoba i Saskatchewan. Rius tributaris són exarxa Deer, el Woody i el Swan. El llac desguassa a través del riu Waterhen vers el veí llac Manitoba, i posteriorment les seves aigües es dirigeixen cap al llac Winnipeg, el riu Nelson i la Badia de Hudson.
A les ribes del llac hi ha algunes petites comunitats: Camperville i Winnipegosis, amb una població d'unes 700 persones.
El llac és important per la pesca comercial d'algunes espècies d'aigua dolça com el lluç de riu, les llísseres o els sander vitreus.

## Etimologia
El nom de llac procedeix del veí llac Winnipeg, al qual se li ha afegit un sufix com a diminutiu. Winnipeg significa 'grans aigües tèrboles' i Winnipegosis 'petites aigües tèrboles'.